# جان بورترا
جان بورترا (بالفرنسية: Jean Borotra)‏ مواليد 13 أغسطس 1898 في بياريتز - الوفاة 17 يوليو 1994 في فرنسا، كان لاعب كرة مضرب فرنسي بدأ مسيرته كمحترف سنة 1920 وكان يلعب باليد اليمنى، اعتزل اللعب في 1956. كما أنه أحد أبطال الجراند سلام. أعلى تصنيف له في الفردي كان المركز الـ 2 في سنة 1926. سبق أن شارك في دورة الألعاب الأولمبية الصيفية.

## بطولات حققها
- بطولة ويمبلدون

## الميداليات
| الميدالية | المسابقة                       |
| --------- | ------------------------------ |
| برونزية   | الألعاب الأولمبية الصيفية 1924 |

## روابط خارجية
- جان بورترا على موقع الموسوعة البريطانية (الإنجليزية)
- جان بورترا على موقع مونزينجر (الألمانية)
- جان بورترا على موقع رابطة محترفي التنس (الإنجليزية)
- جان بورترا على موقع الاتحاد الدولي لكرة المضرب (الإنجليزية)
- جان بورترا على موقع كأس ديفيز (الإنجليزية)
- جان بورترا على موقع قاعة مشاهير كرة المضرب الدولية (الإنجليزية)
- جان بورترا على موقع أرشيف التنس.كوم (الإنجليزية)
- جان بورترا على موقع خلاصة التنس.كوم (الإنجليزية)
- جان بورترا على موقع اللجنة الأولمبية الدولية (الإنجليزية)
- جان بورترا على موقع أوليمبيديا (الإنجليزية)